# Savoia-Marchetti S.M.74
Il Savoia-Marchetti S.74, soprannominato dagli equipaggi Millepiedi, fu un quadrimotore di linea ad ala alta prodotto in piccola serie dall'azienda italiana Savoia-Marchetti negli anni trenta.
Sviluppato dal precedente S.72, era caratterizzato da struttura mista in legno e duralluminio. Venne utilizzato dalla compagnia aerea di bandiera Ala Littoria a partire dal 1935, successivamente, durante la seconda guerra mondiale, venne utilizzato dalla Regia Aeronautica nel ruolo di aereo da trasporto militare.

## Storia

### Sviluppo
I primi disegni relativi ad un ambizioso progetto dell'ingegner Alessandro Marchetti di un grande velivolo da trasporto passeggeri risalgono alla primavera del 1934. Esso riutilizzava elementi comuni ad un altro velivolo progettato precedentemente, l'S.M. 72, da cui prendeva l'ala, alta ed a sbalzo, strutturata in legno rivestita da compensato e tela verniciata. La grande fusoliera, costituita da due tronconi poi uniti tra loro, era progettata per offrire ampi spazi interni e grande comfort per gli standard dell'epoca. Aveva una sezione ovoidale con struttura in tubi di acciaio saldati, rivestita in duralluminio tranne per la parte posteriore in tela verniciata, alla quale era collegato un massiccio carrello fisso dotato di ammortizzatori elastici.
La cabina di pilotaggio era posizionata sulla parte superiore della fusoliera, in posizione avanzata, dove trovavano posto i due piloti in posizione affiancata, un marconista e un motorista. Quest'ultimo poteva accedere ai motori direttamente dalla cabina, in caso di necessità anche durante il volo, grazie ad un passaggio ricavato nella struttura delle ali.
La lussuosa cabina dei passeggeri aveva da 20 a 27 posti a sedere disposti su 3 file, era dotata di bar e toilette, di una serie, nel piano sottostante, di vani bagagli accessibili dall'esterno e consentiva un'ottima panoramica esterna grazie ad una fila ininterrotta di finestrini.
La propulsione era affidata a 4 motori, inizialmente dei Piaggio P.X R da 700 hp con eliche metalliche tripala SAI a passo variabile in volo, poi sostituiti, nel 1937, dai più potenti Alfa Romeo 126 RC.34 da 780 hp.
In tutto vennero realizzati solamente 3 esemplari:
- I-URBE, numero di costruzione 21001 e MM.424, immatricolato il 26 marzo 1935.
- I-ALPE, n.c. 21002 e MM.425, immatricolato il 31 maggio 1935.
- I-ROMA, n.c. 21003 e MM.423, immatricolato il 13 dicembre 1935, dotato di motori Bristol Pegasus III da 845 hp, e riconoscibile dalle capottature dei motori più strette [1].

### Impiego operativo

#### Civile

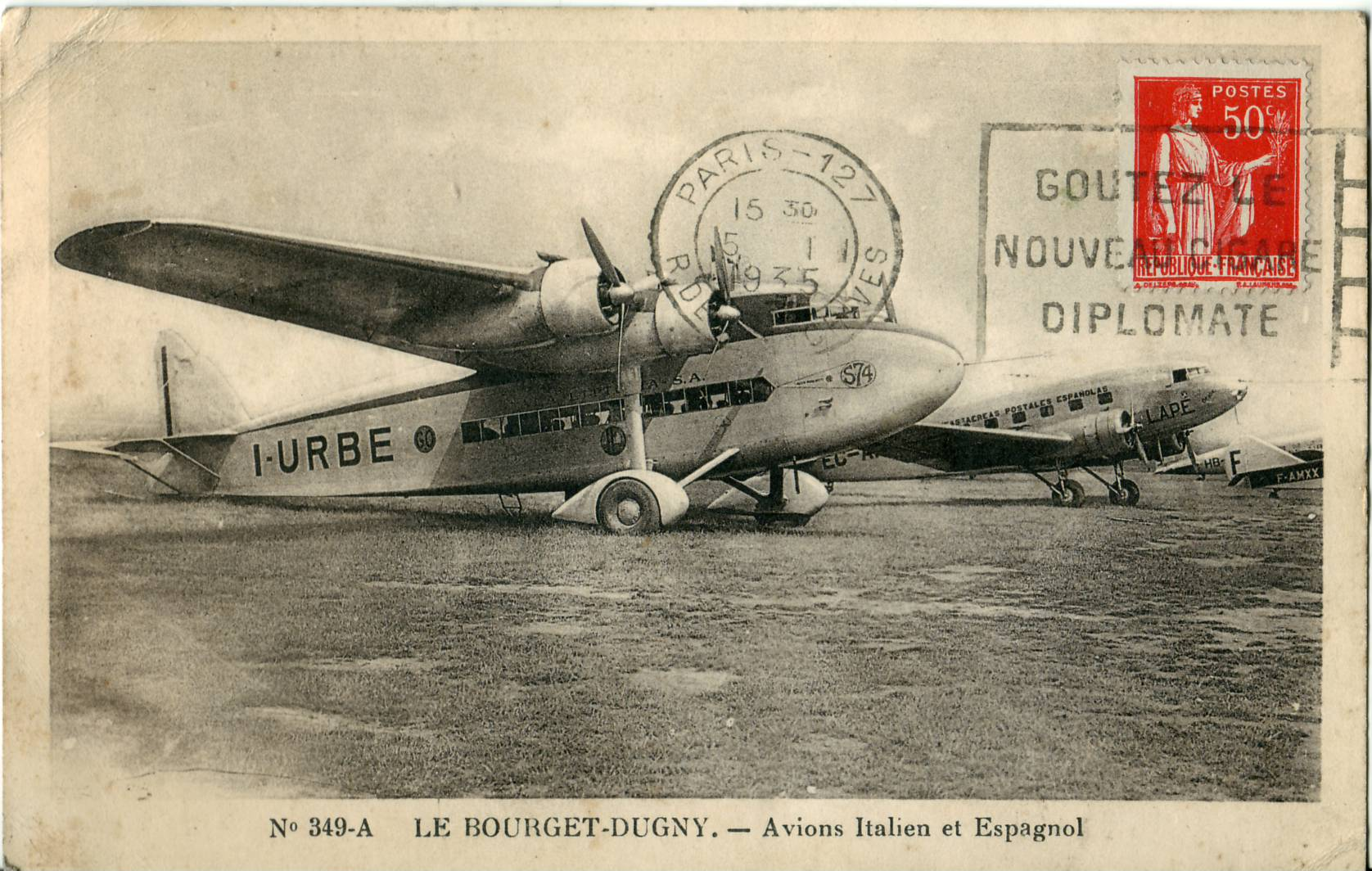
Parigi - aeroporto Le Bourget 1935: in primo piano il Savoia-Marchetti S.74 I-URBE in servizio con l'Ala Littoria.

Questo imponente velivolo, quasi l'equivalente di un Jumbo per l'epoca, entrò a far parte della flotta della neonata Ala Littoria la quale, in collaborazione con l'Air France, il 18 luglio 1936 inaugurò un servizio giornaliero di collegamento tra Roma e Parigi via Marsiglia. Tuttavia l'avvento di velivoli più veloci dall'autonomia più elevata li resero superati per i collegamenti internazionali e li relegarono, nel 1938, a compiti di collegamento tra l'Italia e la Libia, comprendendo varie città sia lungo la costa che all'interno. Durante questo periodo gli aerei portarono contemporaneamente la doppia immatricolazione civile e militare e I-ROMA acquisì la sigla T2-6 indicante il campo T2 di Tobruk dove avevano sede.

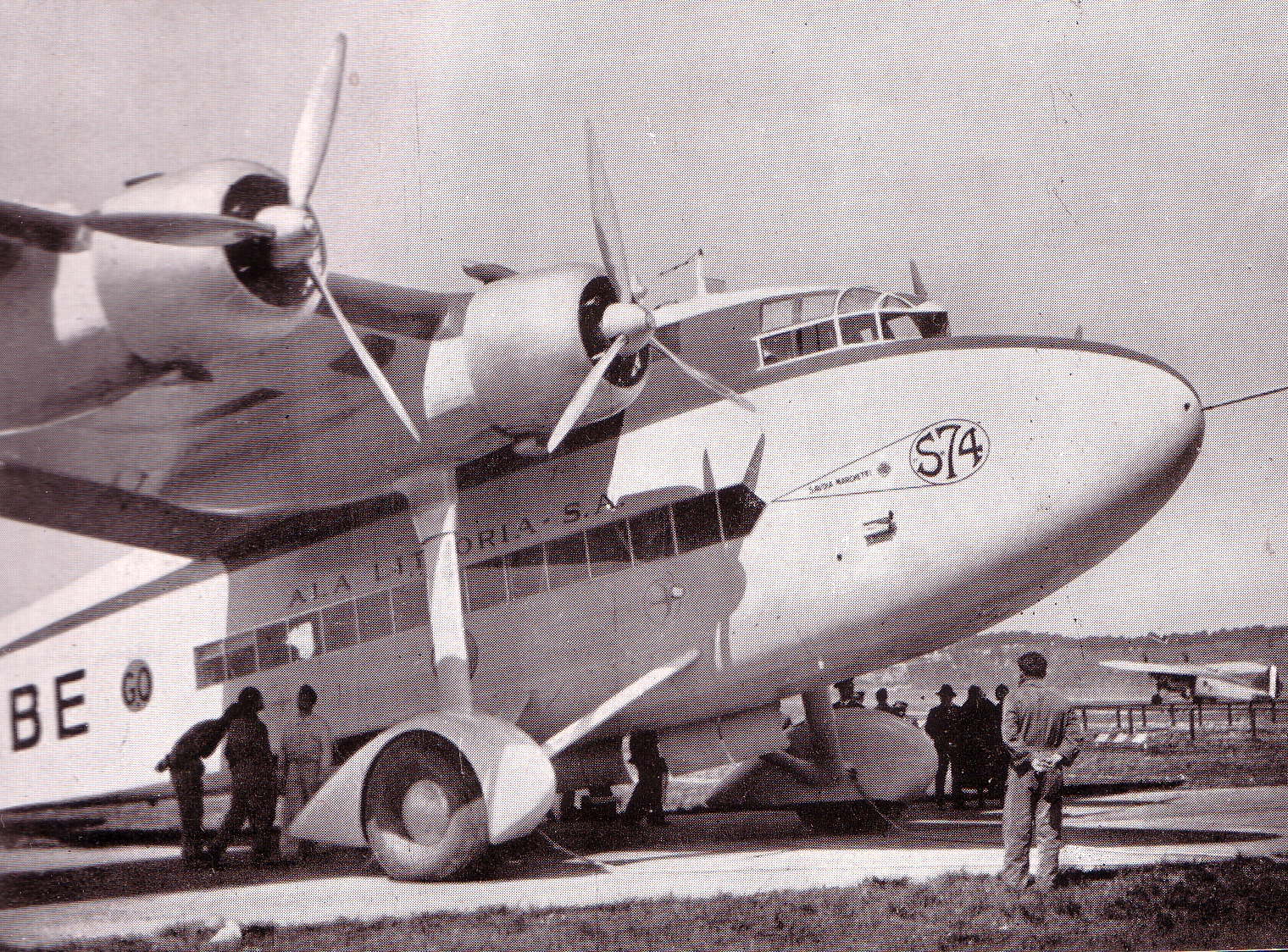
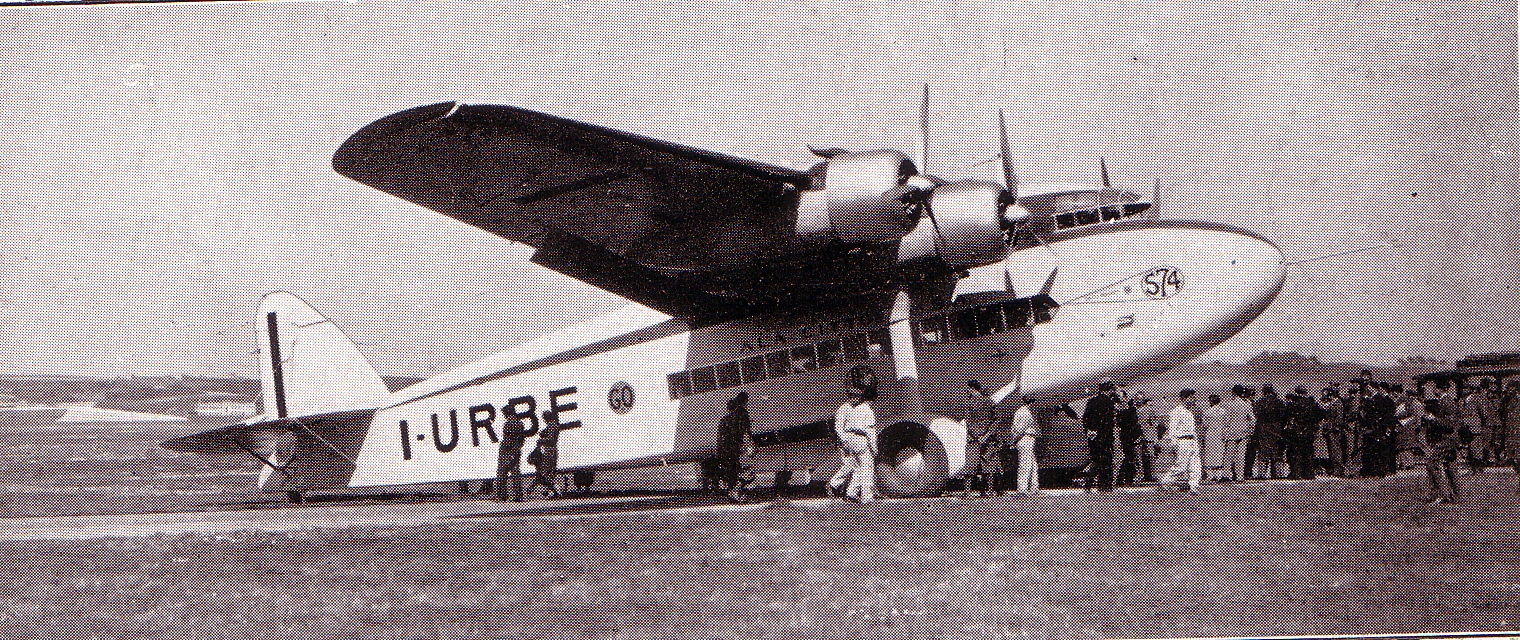
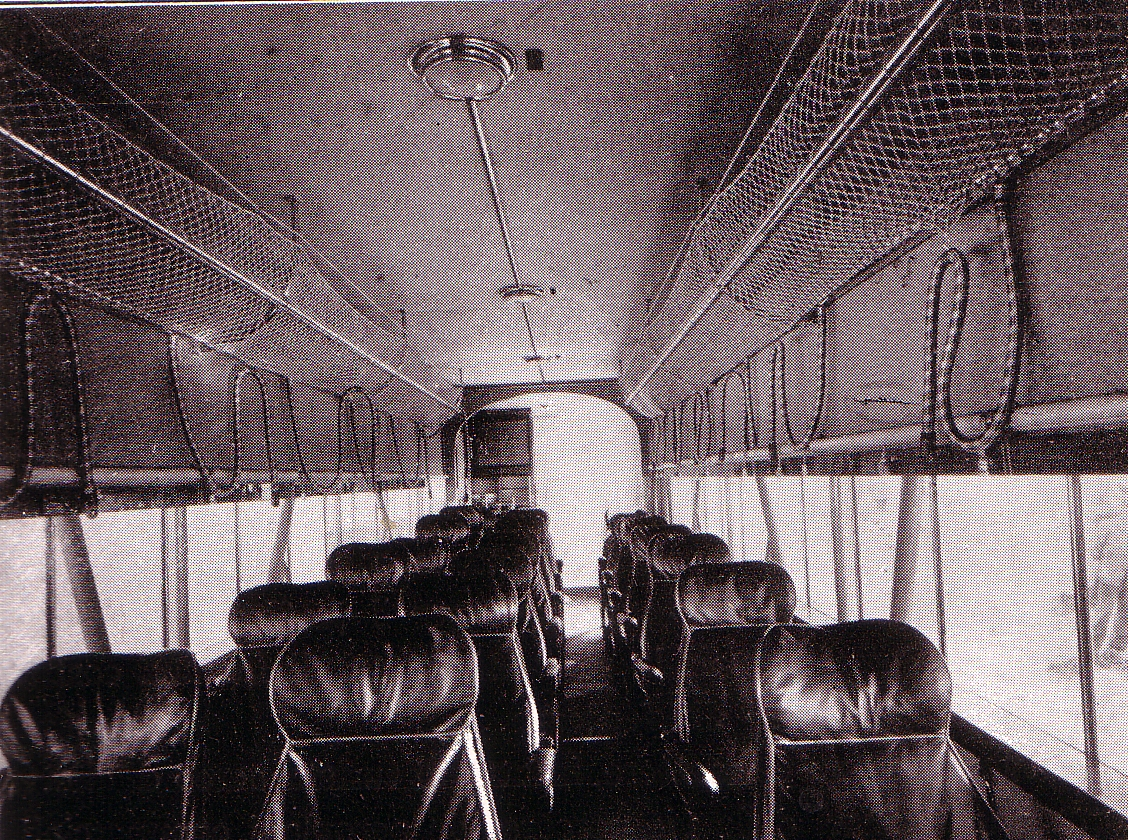
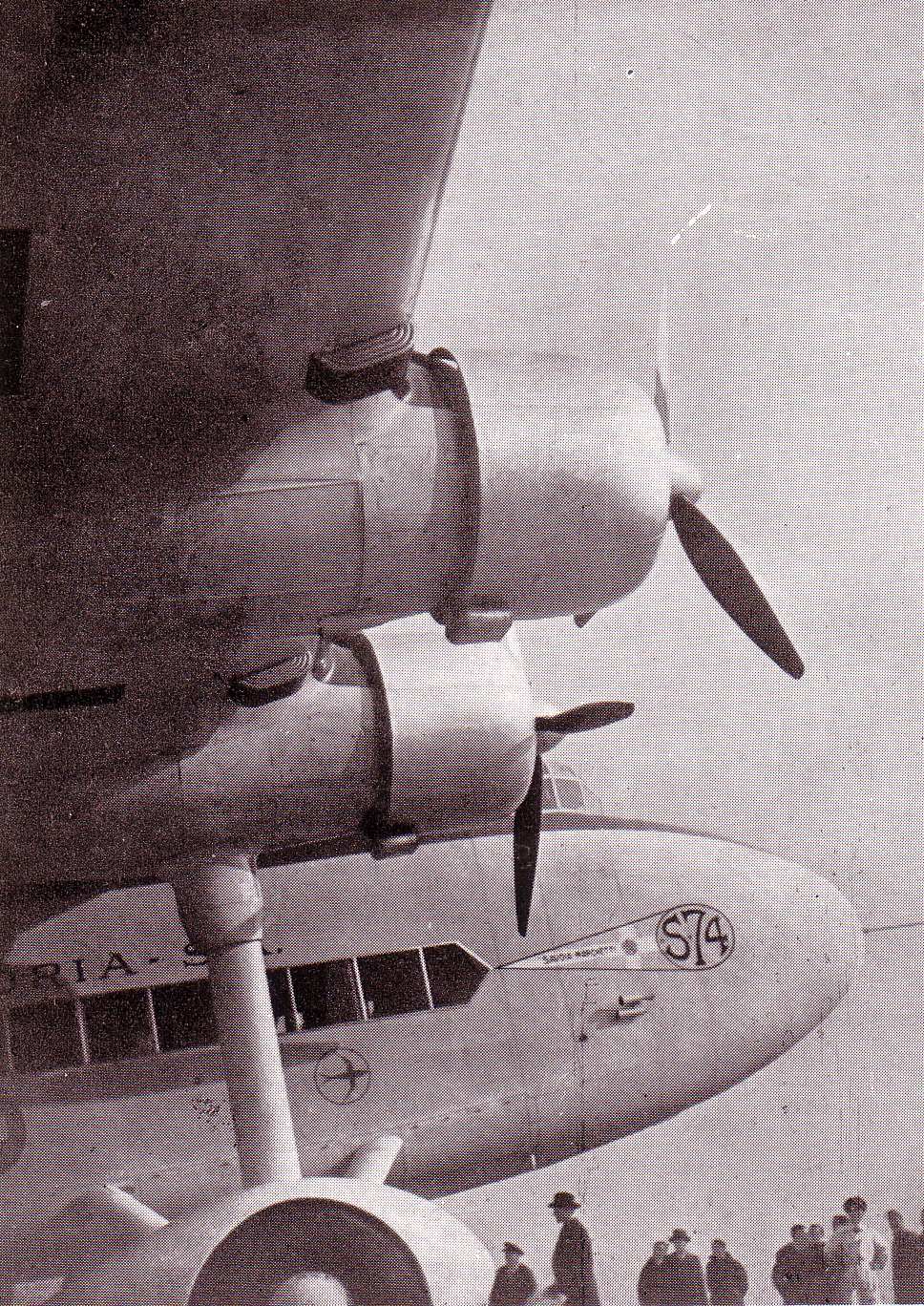

#### Militare
Con l'entrata in guerra da parte dell'Italia i tre S.74 vennero militarizzati passando nei ranghi del Comando Servizi Aerei Speciali. Il 16 giugno 1940, ridipinti con la livrea mimetica e modificati con l'adozione di panche laterali nella fusoliera, furono reimmatricolati in MM.60364, MM.60365 (I-ROMA) e MM.60366, quindi presi in carico dalla 616ª Squadriglia Trasporti. Successivamente vennero trasferiti presso il Comando Aeronautica Libia settore Est che faceva capo alla base aerea di Berka a Bengasi e presi in carico dalla 604ª Squadriglia ricevendo le immatricolazioni 604-8 (I-URBE), 604-9 (I-ROMA) e 604-11 (I-ALPE) .
Da questo momento si ritrovarono nel pieno delle operazioni belliche, impegnati a rifornire le oasi a ridosso del confine libico-egiziano, in particolare Giarabub e Cufra, quindi nelle operazioni di sfollamento dei civili dalla Cirenaica.

Le avverse sorti del conflitto costrinsero la 604ª Squadriglia a ripiegare senza perdite e nel febbraio 1941 il 604-9 lasciò la base di Berka per Castel Benito, vicino a Tripoli. da quel momento si susseguirono missioni di trasporto di profughi e feriti a quelle di rifornimento di carburante e viveri, soprattutto per la 132ª Divisione corazzata "Ariete". Dall'agosto del 1941, a causa di un attacco del 604-8 da parte di un Bristol Blenheim della RAF a nord di Pantelleria, i collegamenti furono effettuati solo di notte per evitare ulteriori spiacevoli incontri con i caccia nemici.

##### La distruzione degli esemplari
Nessuno dei tre S.74 riuscì a sopravvivere alle sorti del conflitto.
Il primo dei tre S.74 a rimanere distrutto fu il 604-11. Partito da Castel Benito il 23 ottobre 1941 per la base aerea di Gerbini con ai comandi il mar. pil. Franco Ferrari e con 26 tra civili e militari a bordo, a causa della scarsa visibilità dovuta a nuvole basse finì per urtare una montagna nei pressi di Licodia Eubea, senza aver superstiti.
Il secondo S.74, il 604-8, andò distrutto assieme ad altri numerosi velivoli durante il pesante bombardamento e mitragliamento dell'aeroporto di Castel Benito il 2 novembre 1941.
Il 609-9 sopravvissuto resistette prima ad un incidente con un CANT Z.1007bis della 59ª Squadriglia sulla base di Castelvetrano, poi ad un mitragliamento (oltre 60 colpi a segno) da un Bristol Blenheim. Nell'estate del '42 svolse un'intensa attività tra Derna e Bu-Amud verso Fuka (nei pressi di El Alamein), dove in 9 voli trasportò 373 paracadutisti della Folgore con relativo armamento. Dopo un'ulteriore danneggiamento da parte della contraerea nemica venne riportato a Castel Benito e nel gennaio del 1943 terminò i suoi compiti di rifornimento alle truppe per rientrare in patria all'aeroporto di Roma-Centocelle. Giunto in Italia passò al Gruppo Complementare del C.S.A.S., e fu su questo aeroporto che in data 19 luglio 1943 venne gravemente danneggiato dal bombardamento americano su Roma.

## Primati
Il 22 dicembre 1937 l'S.74 I-ROMA, opportunamente alleggerito per l'impresa, stabilì il record mondiale di velocità in circuito chiuso di 1 000 km e con carico di 10 t alla velocità di 322,089 km/h.
Il 26 gennaio 1938 venne restituito alla Savoia-Marchetti per il ripristino alle condizioni di volo normali.

## Utilizzatori

### Civili
Italia
- Ala Littoria

### Militari
Italia
- Regia Aeronautica

## Velivoli comparabili
Germania
- Focke-Wulf Fw 200 Condor

 Regno Unito
- de Havilland DH.91 Albatross

### Periodici
- (EN) A fast italian monoplane, in Flight, Sutton, Surrey - UK, Reed Business Information Ltd., 3 gennaio 1935,  p. 17. URL consultato il 10 novembre 2013.